# Hillestausee

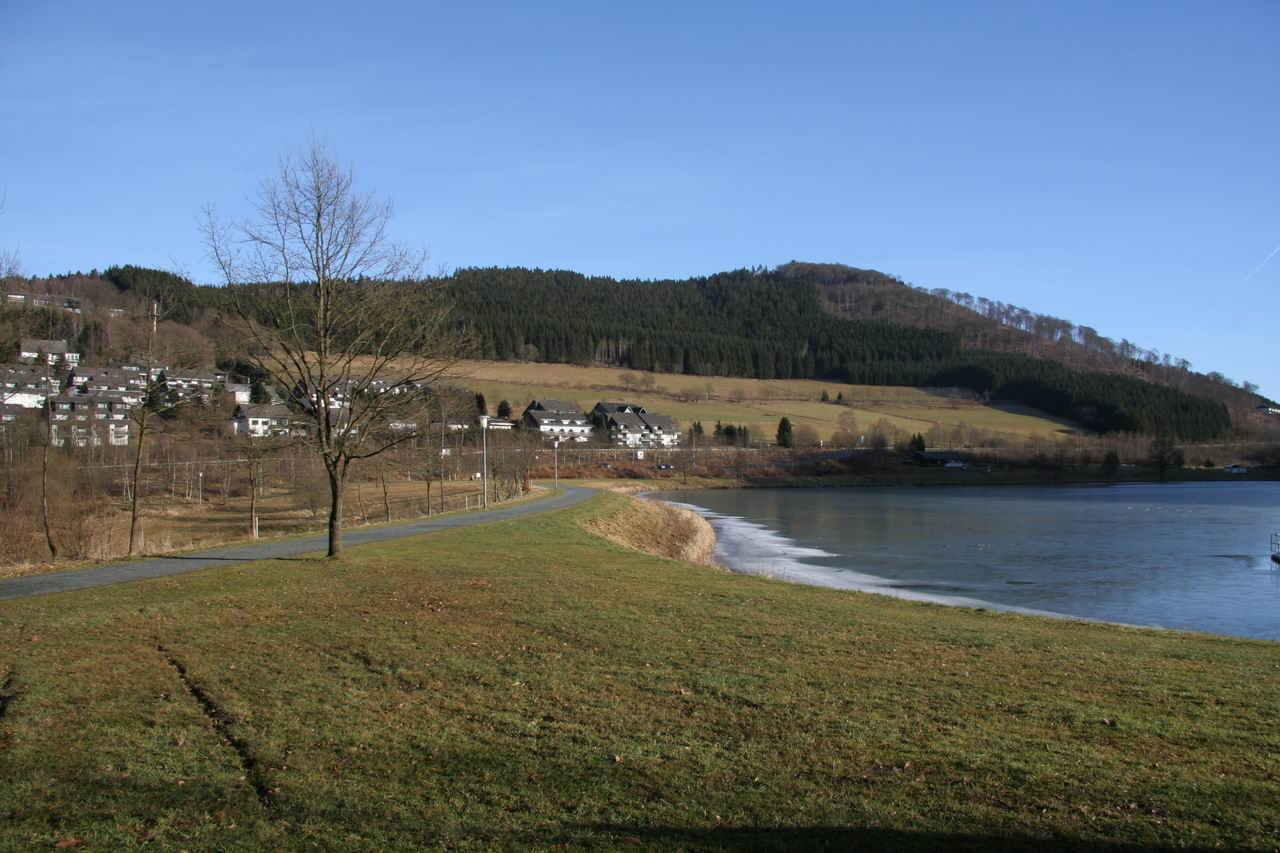
Staudamm des Hillestausees mit dem Pölz (ca.) als Ausläufer des Clemensbergs (ca.) im Hintergrund (Blick nach Osten)

Der Hillestausee (auch Hillesee, Hillebachsee oder Hillebachstausee genannt) bei Niedersfeld im nordrhein-westfälischen Hochsauerlandkreis ist ein 8,5 Hektar großer Stausee im Rothaargebirge. Als Badesee dient er zu Erholungszwecken. Sein 1979 fertiggestellter Staudamm ist die 250 Meter lange Hillebachtalsperre Niedersfeld. Betreiber der Stauanlage ist die Stadt Winterberg.

## Geographie

### Lage
Der Hillestausee liegt im Nordostteil des Rothaargebirges knapp 3 km südwestlich der Grenze von Westfalen zum Nordwestteil von Nordhessen mit dortigem Upland. Rund 6,5 km (je Luftlinie) nördlich der Winterberger Kernstadt breitet er sich bei seinem Uferdorf Niedersfeld (zu Winterberg) nördlich des Rimbergs (764,5 m ü. NHN) aus. Das gestaute Fließgewässer ist der 7,7 km lange Hillebach (Hille), der 0,7 Bachkilometer unterhalb des östlich vom Kreuzberg (578,6 m; Nordnordwest-Ausläufer des Rimbergs) gelegenen Staudamms in Niedersfeld in die Ruhr mündet.

### Naturräumliche Zuordnung
Der Hillestausee gehört in der naturräumlichen Haupteinheitengruppe Süderbergland (Nr. 33), in der Haupteinheit Rothaargebirge (mit Hochsauerland) (333) und in der Untereinheit Winterberger Hochland (333.5) zum Naturraum Nordheller Höhen (333.57).

## Stausee
Bei Vollstau ist die Wasseroberfläche des Hillestausees 8,5 ha (0,085 km²) groß. Das Stauziel liegt auf 544,5 m Höhe; als Höhenlage des Stausees wird auch 544,7 m genannt. Der Stausee hat maximal 12 m Wassertiefe. Er ist in Südost-Nordwest-Richtung 0,46 km lang, in Südwest-Nordost-Richtung maximal 0,26 km breit und hat 1,05 km Uferlänge. Sein Speicherraum ist 0,365 Mio. m³ groß.

## Staudamm
Der Staudamm, Hillebachtalsperre Niedersfeld genannt, ist ein von 1978 bis 1979 errichteter Erdschüttdamm. Über der Gründungssohle ist er 15 m und über der Gewässersohle 13,4 m hoch. Sein Bauwerksvolumen beträgt 112.000 m³, die Kronenlänge 250 m. Der Hochwasserdurchfluss des Überlauftrichters kann maximal 34,2 m³/s abführen.

## Verkehr, Wandern und Freizeit
Östlich vorbei am Hillestausee führt die Landesstraße 872, dort Grönebacher Straße genannt, die von Grönebach nach Niedersfeld führt und dort auf die Bundesstraße 480 stößt. Der Stausee kann auf einem etwa 1,6 km langen Rundweg umwandert werden. Nahe seinem Ostufer gibt es einen Parkplatz an der L 872 und eine Minigolfanlage. Auf dem See ist einen  Wasserski-Anlage eingerichtet.